# Mathieu Lemoine
Mathieu Lemoine (17 de abril de 1984) é um ginete francês, especialista no CCE, campeão olímpico por equipes na Rio 2016.

## Carreira
Mathieu Lemoine na Rio 2016 competiu no CCE por equipes, conquistando a medalha de ouro montando Entebbe, ao lado de Thibaut Vallette, Karim Laghouag e Astier Nicolas. 